# Learjet 60
Il Learjet 60 è un business jet bimotore a medio raggio prodotto dalla Learjet negli stabilimenti di Wichita, Kansas, USA. Alimentato da due Pratt & Whitney Canada PW305A, è in grado di trasportare 8 passeggeri e 2 membri dell'equipaggio per 2 405 miglia nautiche (4 454 km).

## Storia del progetto
Il Learjet 60 è una versione migliorata del Learjet 55, con una fusoliera più lunga e motori turbofan più potenti. Ha effettuato il suo primo volo il 10 ottobre 1990 e ha ricevuto la certificazione da parte della Federal Aviation Administration, l'ente per l'aviazione civile degli Stati Uniti, nel gennaio del 1993.
Le modifiche apportate al modello 55, che hanno portato alla nascita del modello 60, sono frutto di un programma di miglioramento che ha riguardato l'aerodinamica del velivolo e l'incremento dei posti in cabina con l'allungamento della fusoliera.

### Learjet 60XR
La Bombardier ha lanciato una nuova variante nel 2005 denominata Learjet 60XR. Il nuovo modello ha ottenuto la certificazione da parte dell'EASA, l'ente europeo per la sicurezza aerea, il 27 settembre 2007, mentre la FAA aveva rilasciato un'analoga certificazione il 28 settembre del 2006. Le consegne sono state avviate nel 2007.
Il Learjet 60XR ha una cabina aggiornata, una suite avionica avanzata e nuovi freni a disco in acciaio.

## Utilizzatori

### Civili
Lista parziale:
 Lettonia
- Un Learjet 60 utilizzato per il trasporto VIP dalla BALTIC JET AIRCOMPANY.[8]

 Malta
- Un Learjet 60 utilizzato per il trasporto VIP. Gestito da Eurojet Limited.[9]

### Militari
Argentina
- Fuerza Aérea Argentina

1 Learjet 60 consegnato nel 1998 ed utilizzato per il trasporto VIP.
- Gobierno de Tucumán

1 Learjet 60XR consegnato.
 Colombia
- Fuerza Aérea Colombiana: Un Learjet 60 usato per il trasporto VIP dal Grupo Aereo de Vuelos especiales 82.[14]

 Macedonia del Nord
- Voeno Vozduhoplovstvo i Protivvozdušna Odbrana

1 Learjet 60 da trasporto VIP ordinato e consegnato il 30 gennaio 2005.
 Messico
- Un Learjet 60 consegnato alla Armada de México.[17]

 Moldavia
- Un Learjet 60 operato dalla Nobil Air, usato per il trasporto VIP governativo e civile.[18]

 Stati Uniti
- Sei Learjet 60 gestiti dalla Federal Aviation Administration per effettuare controlli di precisione.[19]

## Galleria d'immagini

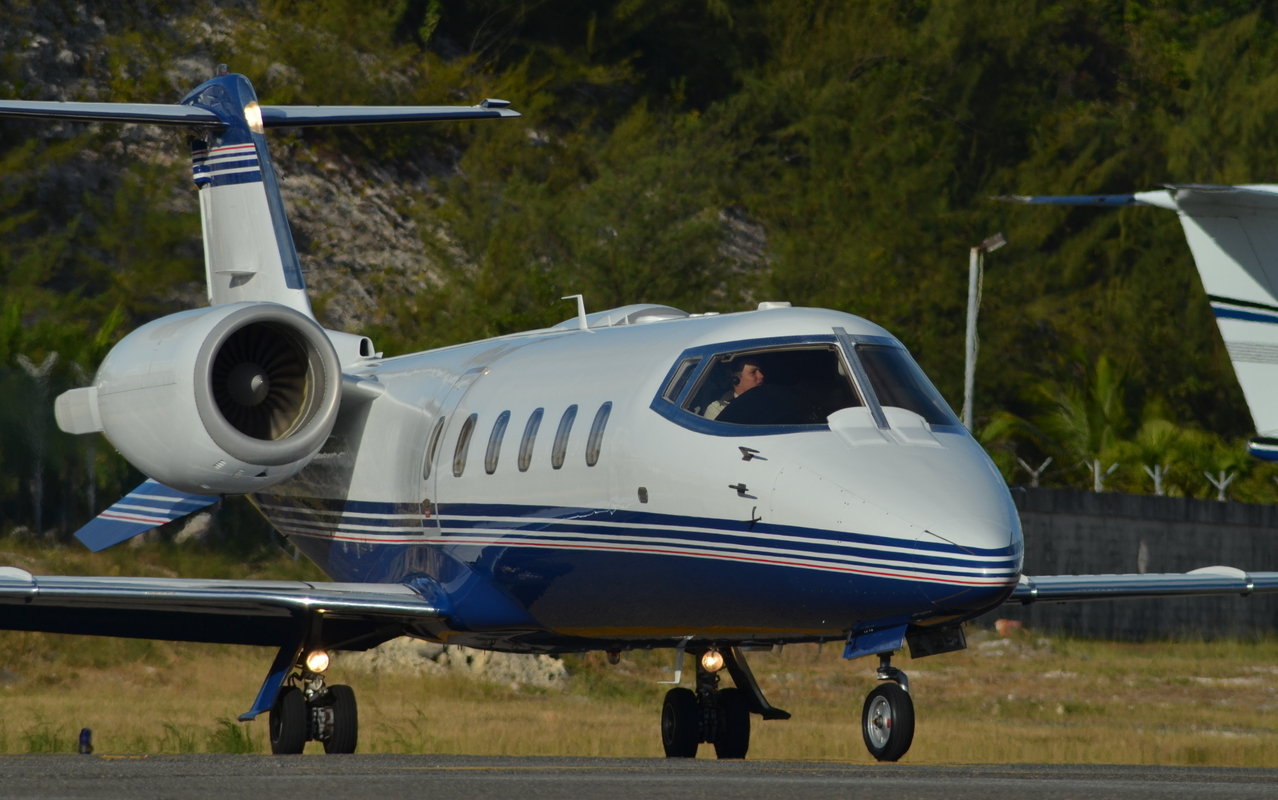
Particolare della parte anteriore di un Learjet 60.
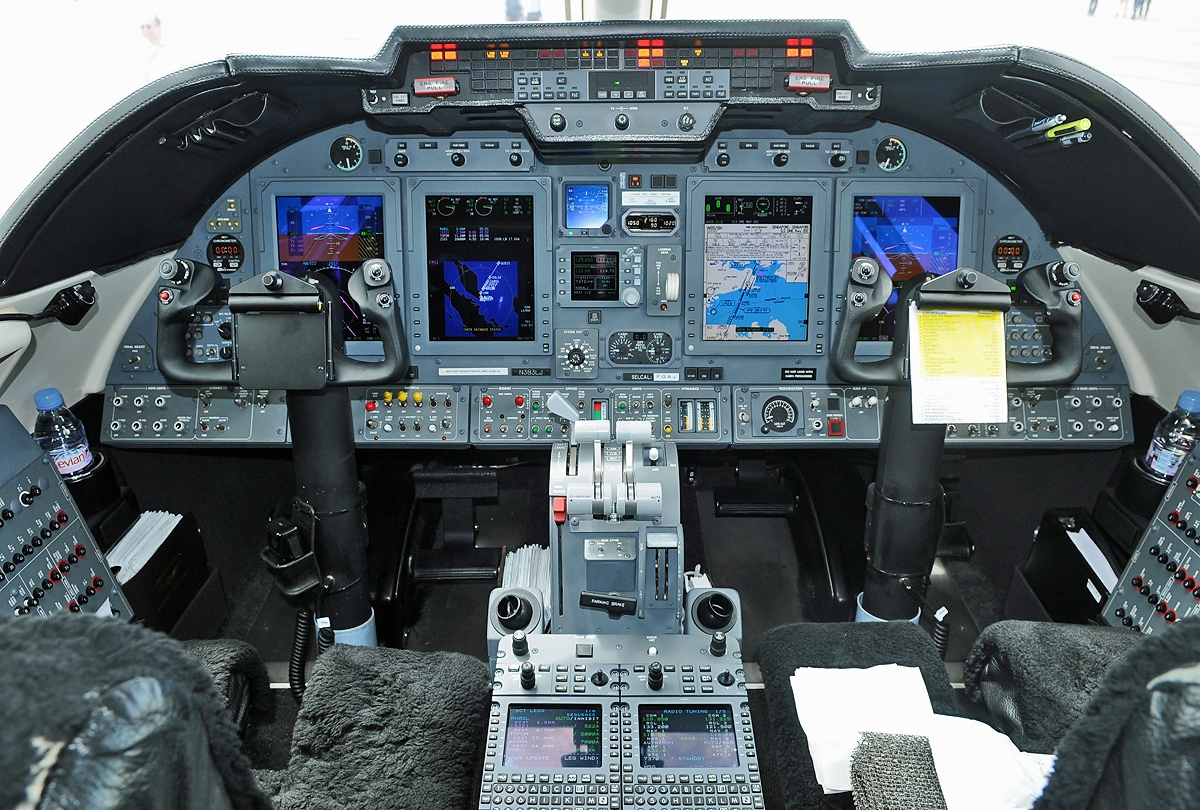
Particolare del glass cockpit montato su un Learjet 60XR.
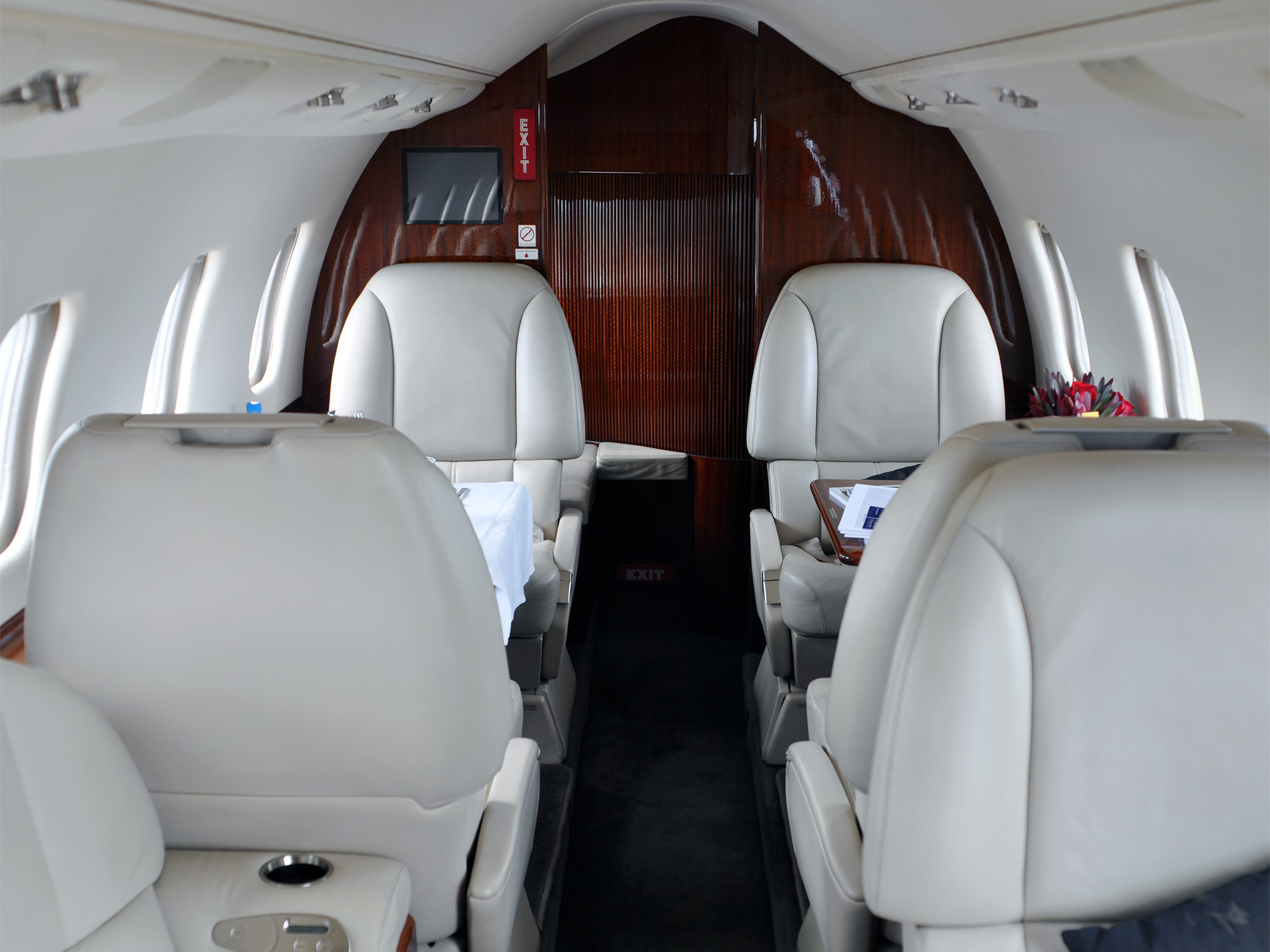
Particolare della cabina di un Laerjet 60.
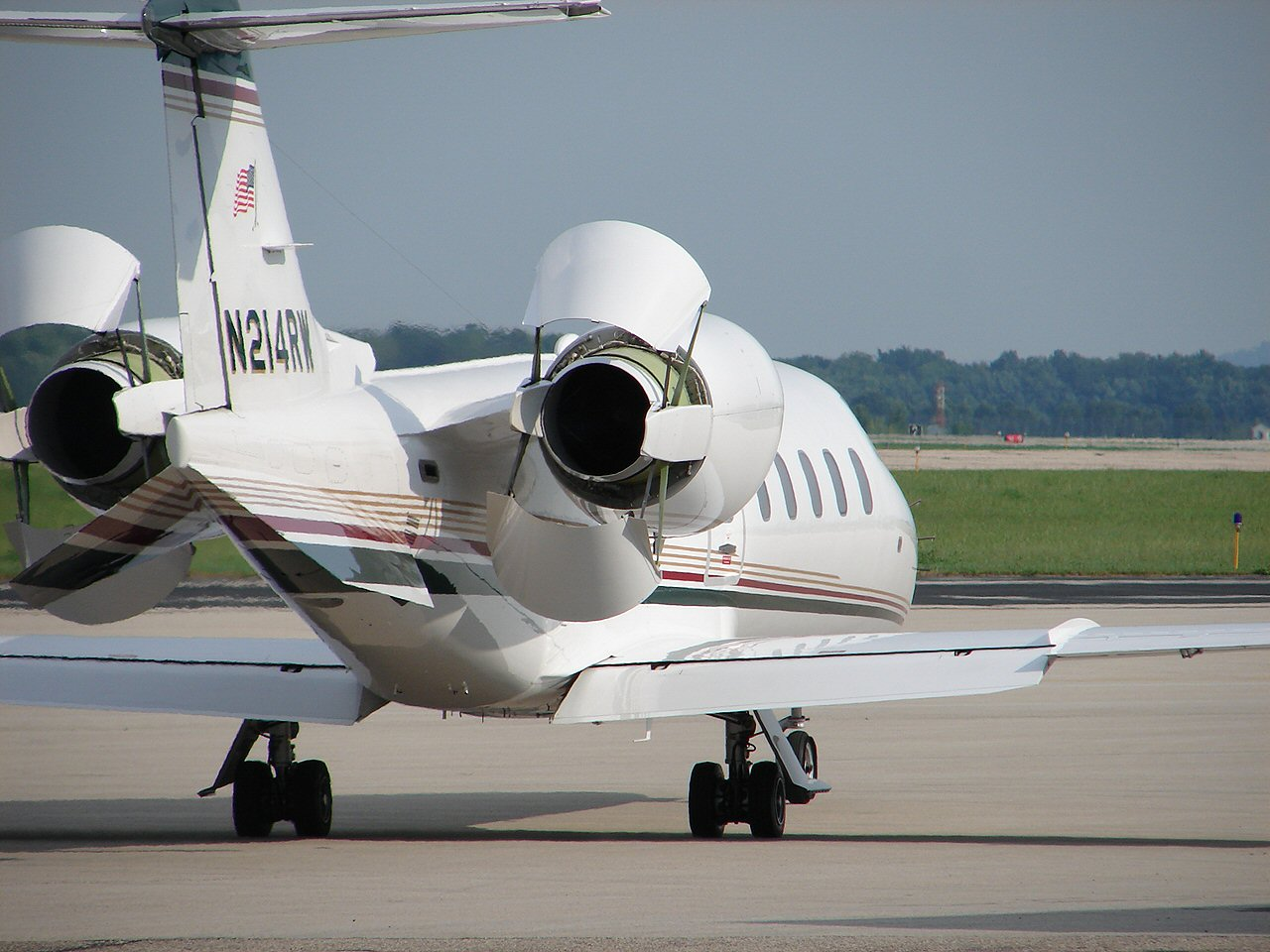
Particolare della parte posteriore di un Learjet 60.
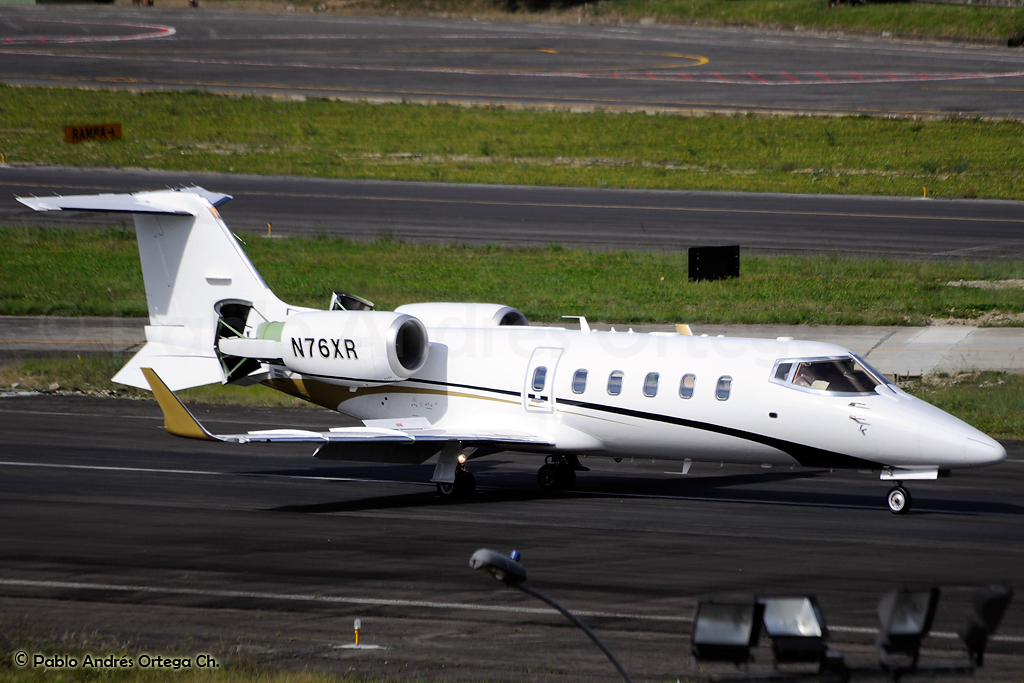
Learjet 60 XR.